# Woodcrest (PATCO)
Woodcrest  es una estación en la línea PATCO del Port Authority Transit Corporation. La estación se encuentra localizada en Avenida Linden en Cherry Hill, Nueva Jersey. La estación Woodcrest fue inaugurada el 1969. La Autoridad Portuaria del Río Delaware es la encargada por el mantenimiento y administración de la estación. 

## Descripción y servicios
La estación Woodcrest cuenta con 2 plataformas centrales y 3 vías. La estación también cuenta con 2678 de espacios de aparcamiento. 

## Conexiones
La estación es abastecida por las siguientes conexiones: 
- Rutas de autobuses de NJT Bus: ninguna